# Andrew Stevens
Pour les articles homonymes, voir Stevens.
Andrew Stevens est un acteur, producteur, réalisateur et scénariste américain né le 10 juin 1955 à Memphis.

## Biographie

### Vie privée
Fils de l'actrice Stella Stevens, il fut marié à Kate Jackson, de 1978 à 1982, puis à Robyn Suzanne Scott, de 1995 à 2010, et à Diana Phillips Hoogland, de 2016 à 2018.
Il a trois enfants de son second mariage avec Robyn Suzanne Scott.

## Filmographie

### comme producteur
- 1979 : Topper (TV)
- 1990 : Night Eyes
- 1993 : Les Yeux de la nuit 3 (Night Eyes Three)
- 1994 : Séduction coupable (Point of Seduction: Body Chemistry III) (vidéo)
- 1995 : The Skateboard Kid 2
- 1995 : Hard Bounty
- 1995 : Victim of Desire
- 1995 : Body Chemistry 4: Full Exposure (vidéo)
- 1995 : Droid Gunner
- 1996 : Time Under Fire (de)
- 1996 : Subliminal Seduction (TV)
- 1996 : Steel Sharks
- 1996 : Dead of Night
- 1996 : Alone in the Woods
- 1996 : Surveillance rapprochée (Night Eyes 4) (TV)
- 1996 : Over the Wire
- 1997 : Surface to Air
- 1997 : Mission Scorpio One (Scorpio One)
- 1997 : Rapid Assault (vidéo)
- 1997 : Night Shade
- 1997 : Maximum Revenge
- 1997 : Invisible Dad (vidéo)
- 1997 : Ghost Dog : La Voie du samouraï
- 1997 : The Elf Who Didn't Believe
- 1997 : Haute Tension (en) (Strategic Command)
- 1997 : Scorned 2
- 1997 : La Dernière Cible (Moving Target)
- 1997 : Invisible Mom (vidéo)
- 1997 : Nuclear Alert (Crash Dive) (vidéo)
- 1997 : The Shooter
- 1998 : The White Raven
- 1998 : Tycus (vidéo)
- 1998 : Mom's Outta Sight
- 1998 : Memorial Day
- 1998 : Sécurité maximum (Evasive Action)
- 1998 : Dear Santa
- 1998 : The Boy Who Saved Christmas
- 1998 : Indian Ninja (Inferno)
- 1998 : Mom, Can I Keep Her?
- 1998 : Freedom Strike
- 1998 : Black Thunder, mission air force
- 1999 : Fallout
- 1999 : Hijack
- 1999 : The Confession (en)
- 1999 : A Murder of Crows (vidéo)
- 1999 : Angel in Training
- 1999 : Entropy
- 1999 : L'avocat du mal
- 1999 : Five Aces
- 1999 : Contre offensive (Counter Measures)
- 1999 : Les Anges de Boston (The Boondock Saints)
- 1999 : Storm Catcher
- 1999 : Le Troisième miracle (The Third Miracle)
- 1999 : Contre-offensive (Fugitive Mind) (vidéo)
- 1999 : The Big Kahuna
- 1999 : Invisible Mom 2 (vidéo)
- 1999 : Terrorisme en haute mer (Final Voyage)
- 1999 : If... Dog... Rabbit...
- 2000 : Ce que je sais d'elle... d'un simple regard (Things You Can Tell Just by Looking at Her)
- 2000 : Animal Factory
- 2000 : Amours mortelles (Mercy)
- 2000 : Mon voisin le tueur (The Whole Nine Yards)
- 2000 : Nautilus
- 2000 : Battlefield Earth (Battlefield Earth: A Saga of the Year 3000)
- 2000 : Auggie Rose
- 2000 : Get Carter
- 2000 : Crash dans l'océan (Submerged)
- 2001 : Stranded
- 2001 : The Pledge
- 2001 : Green Dragon
- 2001 : The Caveman's Valentine
- 2001 : Destination: Graceland (3000 Miles to Graceland)
- 2001 : Driven
- 2001 : Angel Eyes
- 2001 : Plan B
- 2001 : Viva Las Nowhere
- 2001 : Péril du feu (Ablaze)
- 2001 : Braquages (Heist)
- 2001 : Thy Neighbor's Wife
- 2002 : The Robbery (ZigZag)
- 2002 : Terreur.point.com (FeardotCom)
- 2002 : Mafia Love (Avenging Angelo)
- 2002 : Une ville près de la mer (City by the Sea)
- 2002 : Ballistic (Ballistic: Ecks vs. Sever)
- 2002 : Mission Alcatraz (Half Past Dead)
- 2003 : Final Examination (vidéo)
- 2003 : L'Affaire Van Haken (The Foreigner)
- 2003 : Espion mais pas trop ! (The In-Laws)
- 2004 : Thralls
- 2004 : The Thing Below (vidéo)
- 2004 : Method
- 2004 : Mon voisin le tueur 2 (The Whole Ten Yards)
- 2004 : Pursued
- 2004 : Blessed
- 2004 : Out of Reach (vidéo)
- 2004 : Funky Monkey
- 2005 : Un coup de tonnerre (A Sound of Thunder)
- 2005 : Silent Partner
- 2005 : Bloodsuckers (TV)
- 2005 : 7 secondes (vidéo)
- 2005 : Insects (Glass Trap)
- 2005 : The Marksman (vidéo)
- 2005 : Popstar
- 2005 : Black Dawn (vidéo)
- 2006 : The Detonator
- 2006 : Shadow Man (vidéo)
- 2007 : Missionary Man
- 2025 : The Ritual : L'Exorcisme d'Emma Schmidt (The Ritual) de David Midell

### comme acteur
- 1963 : Il faut marier papa (The Courtship of Eddie's Father) : Garçon au camp
- 1975 : The Werewolf of Woodstock (TV) : Dave
- 1975 : The Last Survivors (TV) : Contrôleur
- 1975 : Shampoo : Garçon #2
- 1975 : Las Vegas Lady (en)
- 1976 : Deportee : Mac
- 1976 : The Oregon Trail (TV) : Andrew Thorpe
- 1976 : Milice Privée (Vigilante Force) : Paul Sinto
- 1976 : Les Baskets se déchaînent (Massacre at Central High) : Mark
- 1976 : Once an Eagle (feuilleton TV) : Donny Damon
- 1977 : Secrets (TV) : Joel Corcoran
- 1977 : Day of the Animals : Bob Denning
- 1977 : The Oregon Trail (série TV) : Andrew Thorpe
- 1978 : The Boys in Company C : Pvt. Billy Ray Pike
- 1978 : Furie (The Fury) : Robin Sandza
- 1978 : The Bastard (TV) : Philippe Charboneau / Philip Kent
- 1979 : Les Cadettes de West Point (Women at West Point) (TV) : Doug Davidson
- 1979 : The Rebels (TV) : Philip Kent
- 1979 : Topper (TV) : George Kirby
- 1979 : Beggarman, Thief (TV) : Billy Abbott
- 1981 : Miracle on Ice (TV) : Mike Eruzione
- 1981 : Chasse à mort (Death Hunt) : Const. Alvin Adams, RCMP
- 1981-1982 : Code Red (TV) : Ted Rorchek
- 1982 : Tele Terror (The Seduction) : Derek
- 1982 : Forbidden Love (TV) : Casey Wagner
- 1983 : Journey's End (TV) : Lt. Raleigh
- 1983 : Le Justicier de minuit (10 to Midnight) : Paul McAnn
- 1983 : Scandales à l'Amirauté (série TV) : Lt. Glenn Matthews
- 1985 : Les Dessous d'Hollywood ("Hollywood Wives") (feuilleton TV) : Buddy Hudson
- 1983 : Dallas (série TV) : Casey Denault
- 1987 : Abraxas (Scared Stiff) : David Young
- 1988 : Counterforce (Escuadrón) de José Antonio de la Loma : Nash
- 1989 : Blood Chase : John Hayes
- 1989 : The Ranch
- 1989 : Nightmare Classics (TV)
- 1989 : M.N.I. mutants non identifiés (The Terror Within) : David
- 1989 : Oro Fino (en) : Michael
- 1990 : Down the Drain : Victor Scalia
- 1990 : Red Blooded American Girl : Owen Augustus Urban III
- 1990 : Danger Mutations (The Terror Within II) : David
- 1990 : Night Eyes : Will Griffith
- 1990 : Deadly Innocents : Bob Appling
- 1990 : Tusks : Mark Smith
- 1990 : Columbo - Meurtre en deux temps (Columbo: Murder in Malibu) (TV) : Wayne Jennings
- 1991 : Lolita al desnudo
- 1991 : Extralarge: Jo-Jo (TV) : Burt
- 1991 : Eyewitness to Murder : Page
- 1992 : Munchie : Dr. Elliott Carlisle
- 1992 : Jusqu'à ce que la mort nous sépare (A Woman Scorned: The Betty Broderick Story) (TV)
- 1992 : Night Eyes II : Will Griffith
- 1992 : Maximum Force : Tommy
- 1993 : Double Threat : Eric Cline
- 1993 : Deadly Rivals : Kevin Fitzgerald
- 1993 : Les Yeux de la nuit 3 (Night Eyes Three) : Will Griffith
- 1994 : Munchie Strikes Back : Shelby Carlisle
- 1994 : Séduction coupable (Point of Seduction: Body Chemistry III) (vidéo) : Alan Clay
- 1994 : Poussée à bout (Scorned) : Alex Weston
- 1995 : The Skateboard Kid II : Mr. Ken Fields
- 1995 : Rêves interdits (Illicit Dreams) : Nick Richardson
- 1995 : Body Chemistry 4: Full Exposure (vidéo) : Alan Clay
- 1996 : Subliminal Seduction (TV) : Tom Moore
- 1996 : Surveillance rapprochée (Night Eyes 4) (TV) : Will Griffith
- 1997 : Scorned 2 : Alex Weston
- 1997 : The Shooter : Jacob
- 1999 : Active Stealth (de) : Captain Stevens
- 1999 : The Kid with X-ray Eyes : Drake Berfield
- 2000 : Agent destructeur (Agent Red) : Flight Sergeant
- 2001 : Stranded : Phil Andrews
- 2001 : Mach 2 : Captain Stevens
- 2002 : Face aux serpents (Venomous) : Daniel Andrews
- 2004 : Pursued : William Carey
- 2005 : Black Dawn (vidéo) : Guard Harold
- 2005 : Popstar (TV) : Professeur Brighton

### comme réalisateur
- 1990 : Danger Mutations (The Terror Within II)
- 1990 : Swamp Thing (série télévisée)
- 1993 : Les Yeux de la nuit 3 (Night Eyes Three)
- 1994 : Poussée à bout (Scorned)
- 1995 : The Skateboard Kid II
- 1995 : Marker (série télévisée)
- 1995 : Rêves interdits (Illicit Dreams)
- 1996 : Subliminal Seduction (TV)
- 1996 : Virtual Combat
- 1997 : Nuclear Alert (Crash Dive) (vidéo)
- 1998 : The White Raven

### comme scénariste
- 1990 : Danger Mutations (The Terror Within II)
- 1990 : Night Eyes
- 1999 : Terrorisme en haute mer (Final Voyage)